# Colturano
Colturano là một đô thị ở tỉnh Milano, vùng Lombardia của Italia, khoảng15 km về phía đông nam củaMilano. Tại thời điểm ngày 31 tháng 12 năm 2004, đô thị này có dân số 2.004 người và diện tích là 4,2 km².
Đô thịColturano gồm cácfrazione (subdivision) Balbiano.
Colturano giáp các đô thị sau:Mediglia, Tribiano, San Giuliano Milanese, Dresano, Vizzolo Predabissi, Melegnano.